# Peugeot 309
Der Peugeot 309 ist ein Auto der unteren Mittelklasse, das von Herbst 1985 bis Ende 1993 produziert wurde.

## Entwicklung
Seit August 1979 bestand die PSA-Gruppe aus den drei Marken Peugeot, Citroën und Talbot. Jedoch beschloss der PSA-Vorstand Mitte 1984, die Marke Talbot auslaufen zu lassen, lediglich der Talbot Horizon sollte noch bis Mitte 1986 produziert werden.
Im Jahr 1980 startete ein Projekt für eine Schräghecklimousine mit dem Code C28. Dieser Limousine wurden von der Presse u. a. die Bezeichnungen Talbot Arizona oder Peugeot 206 gegeben. Anders als die weit verbreitete Annahme, dass dieses Projekt von Talbot gewesen sein soll, war es ein Peugeot-Projekt.
Bei Peugeot stand der im Herbst 1977 eingeführte Peugeot 305 vor der Ablösung durch den Peugeot 405, der allerdings eine Klasse höher positioniert war. Im Segment der Kleinwagen zeichnete sich der Erfolg des im Sommer 1983 eingeführten 205 ab. Die Kompaktklasse (oder auch untere Mittelklasse) würde nicht mehr besetzt sein.

## Geschichte
Im Oktober 1985 wurde zunächst die fünftürige Variante des Peugeot 309 vorgestellt. Er wurde auch in England produziert – im Werk Ryton-on-Dunsmore bei Coventry. Daneben wurde er auch im ehemaligen Talbot-Werk in Poissy hergestellt. Die Karosserie wurde aus der 1982 vorgestellten Studie Peugeot Vera plus weiterentwickelt.
Im September 1986 wurde ein Dieselmotor mit 1905 cm³ und 49 kW (65 PS) eingeführt. Ab Anfang 1987 war der 309 (in den meisten Versionen) auch als Dreitürer erhältlich. Die technische Modellbezeichnung war 10A (Fünftürer) bzw. 10C (Dreitürer).
Neu hinzu kam der 1905 cm³ Benziner im 309 GTI 1,9. Das Angebot wurde durch zwei Basis-Versionen mit dem Ausstattungsbuchstaben A ergänzt, die nur als Dreitürer und mit einem von drei Motoren angeboten wurden: 1118 cm³ und 1294 cm³ Benziner, sowie 1905 cm³ Diesel.
Zu Beginn der Produktion wurden die vom Vorgängermodell Horizon bekannten Simca Poissy-Motoren aus dem Talbot-Sortiment verbaut. Für den deutschen Markt wurde bereits bei der Markteinführung im April 1986 der GRi (auf anderen Märkten SRi) mit dem 1580-cm³-Motor XU J1 aus dem 205 GTi 1.6 mit einer Abgasreinigungsanlage Puls-Air und bleifrei Superbenzin (ROZ95) Verträglichkeit angeboten, um die Steuervergünstigungen für abgasgereinigte Fahrzeuge zu nutzen. Dieser Motor hatte bei geringer Abgasreinigung eine Leistung von 77 kW (104 PS). Ab August 1987 wurden die Talbot-Motoren schrittweise durch OHC Peugeot-Maschinen (Kennbuchstaben XU) ersetzt. Gleichzeitig änderte sich das Design der Heckpartie, da die Heckblenden in der Wagenfarbe lackiert wurden, während sie zuvor grau-schwarz waren bzw. aus unlackiertem Kunststoff bestanden.
Im September 1988 wurde das Angebot geändert. Der GT wurde durch den SX ersetzt, der ebenfalls von einem 1580 cm³-Motor angetrieben wurde, dessen Leistung von 59 kW (80 PS) auf 68 kW (92 PS) gesteigert wurde.

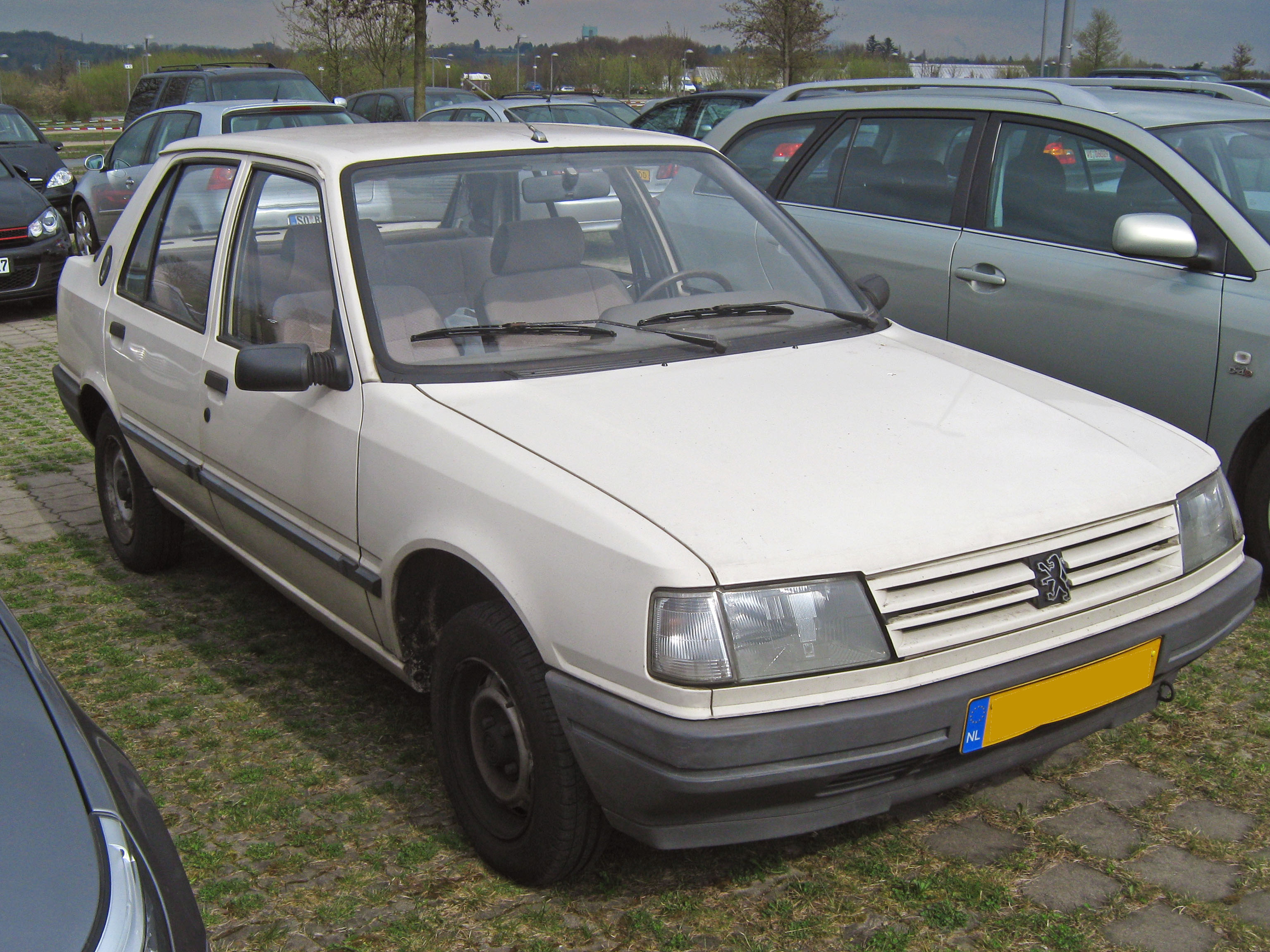
Peugeot 309 (1985–1989)
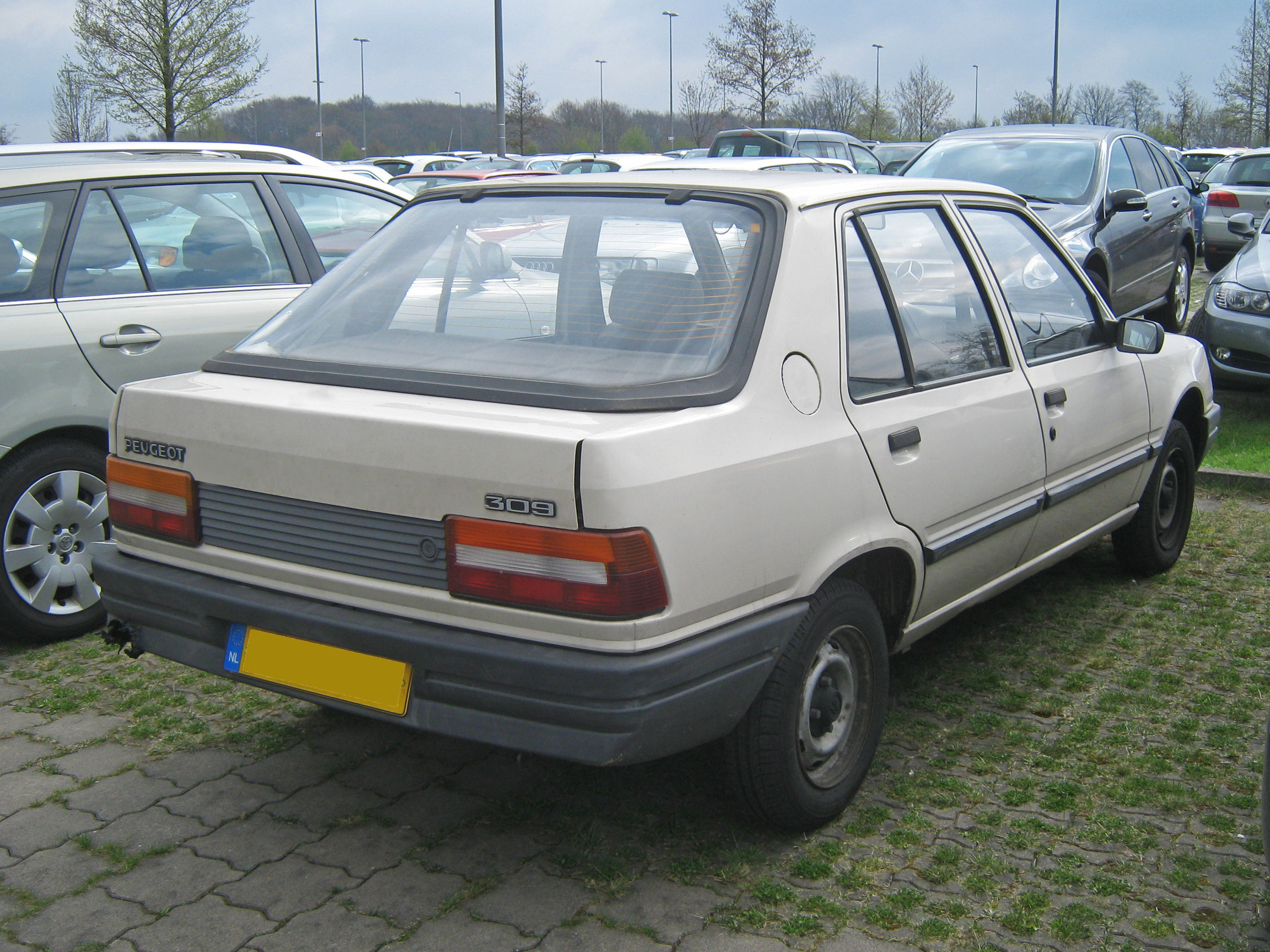
Heckansicht

### Modellpflege
Im Juli 1989 erhielt der 309 ein Facelift. Er wurde technisch sowie optisch gründlich überarbeitet.
Die OHV Motoren von Talbot (1118 cm³ und 1294 cm³) wurden durch Peugeot-Motoren mit 1124 cm³ bzw. 1360 cm³ ersetzt. Hinzu kamen zwei neue Angebote: Ein 1769-cm³-Turbodiesel mit 57 kW (78 PS) und ein 1905 cm³ 16V mit 118 kW (160 PS). Beide stammten aus dem 405. Auch das Getriebe wurde überarbeitet. Der Rückwärtsgang lag jetzt gegenüber dem 5. Gang anstatt neben dem ersten Gang.
Äußerlich erkennbar sind die Fahrzeuge vor allem an den Änderungen der Karosserie vorn und hinten. Die Ladekante des Kofferraums wurde dadurch gesenkt, dass die vergrößerte Heckklappe auch den Teil zwischen den beiden nun schmaleren Heckleuchten umfasste. Die Heckleuchten, Scheinwerfer und der Kühlergrill wurden an den aktuellen Stil von Peugeot angepasst.
Im Innenraum wurden das Armaturenbrett und das Lenkrad modernisiert und aus höherwertigen Materialien gefertigt.
Ab September 1990 wurde die Leistung des 1360 cm³ auf 55 kW (75 PS) angehoben, die Version XE/GE hieß jetzt „Graffic“.
Im September 1992 wurden mit der Einführung serienmäßiger Katalysatoren nur noch Fahrzeuge mit Saugrohreinspritzung angeboten. Beim GTI-Motor kostete das etwas an Leistung. Gleichzeitig wurden die Ausstattungsniveaus umbenannt. Die Basisversion (bisher XL/GL) hieß jetzt Vital, die XR/GR hießen jetzt GRX.
Im Juni 1993 wurde das Modellangebot drastisch reduziert, nur die Basisversion Vital war noch bis zum Dezember 1993 erhältlich.

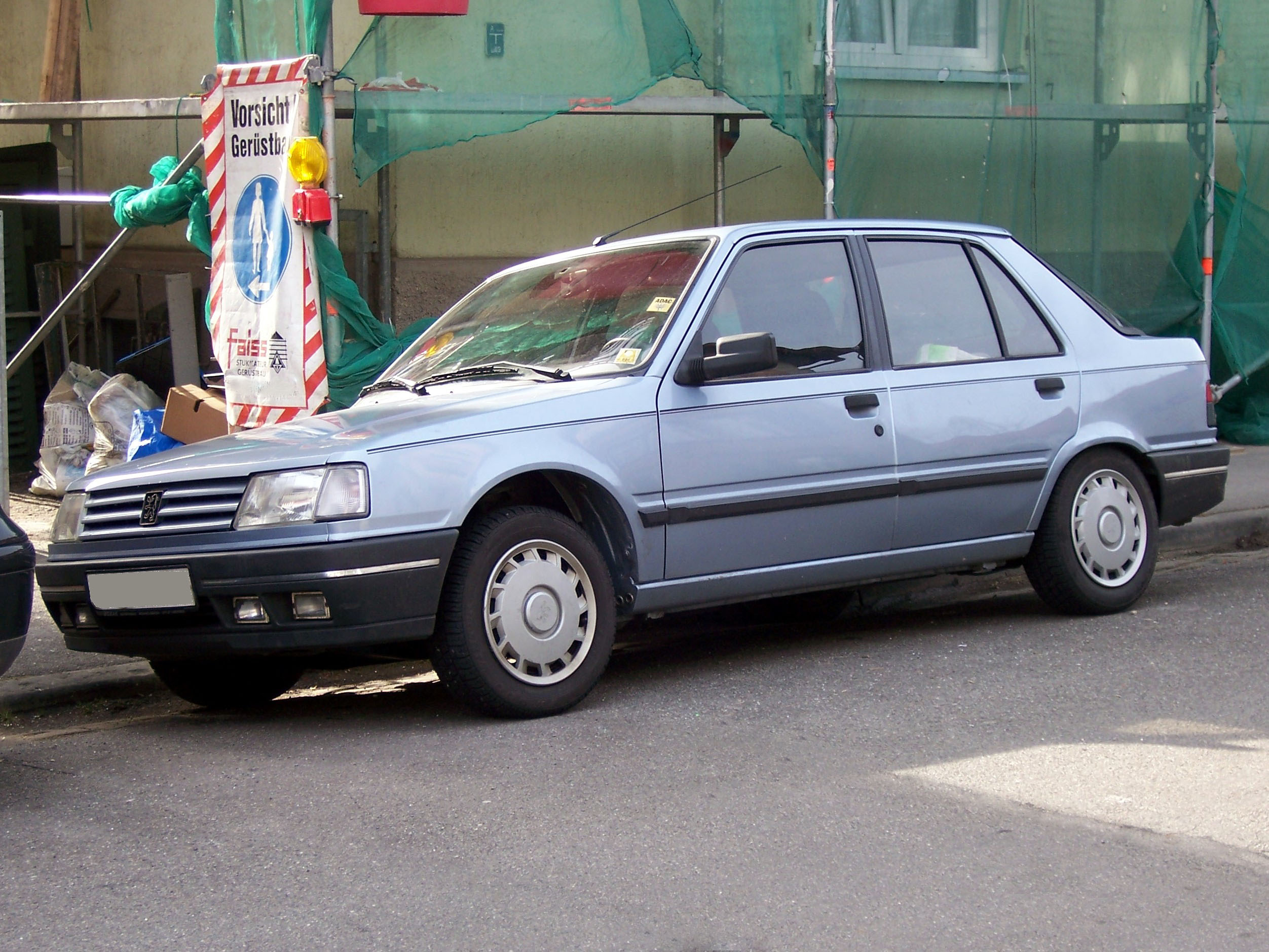
Peugeot 309 (1989–1993)
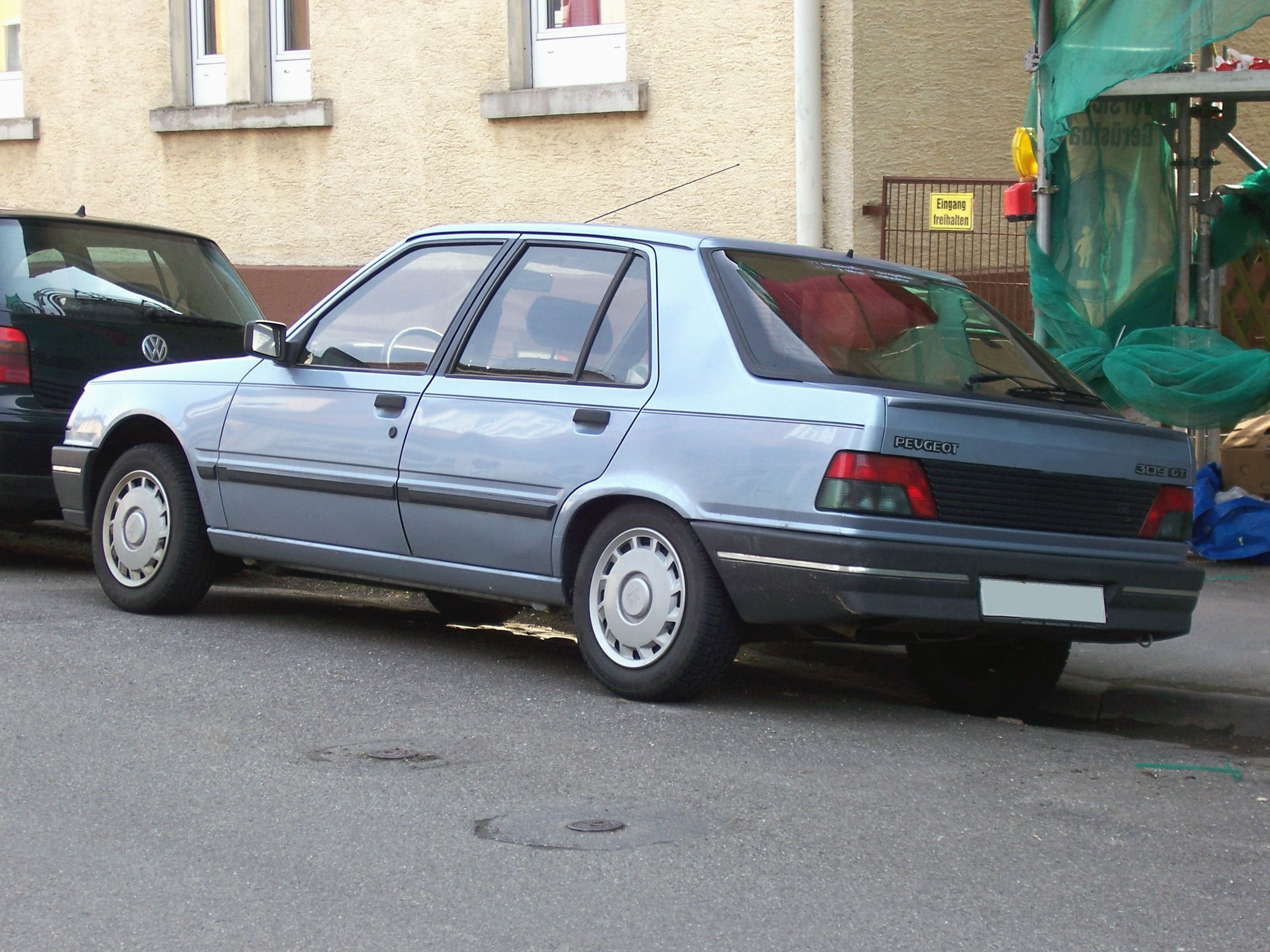
Heckansicht
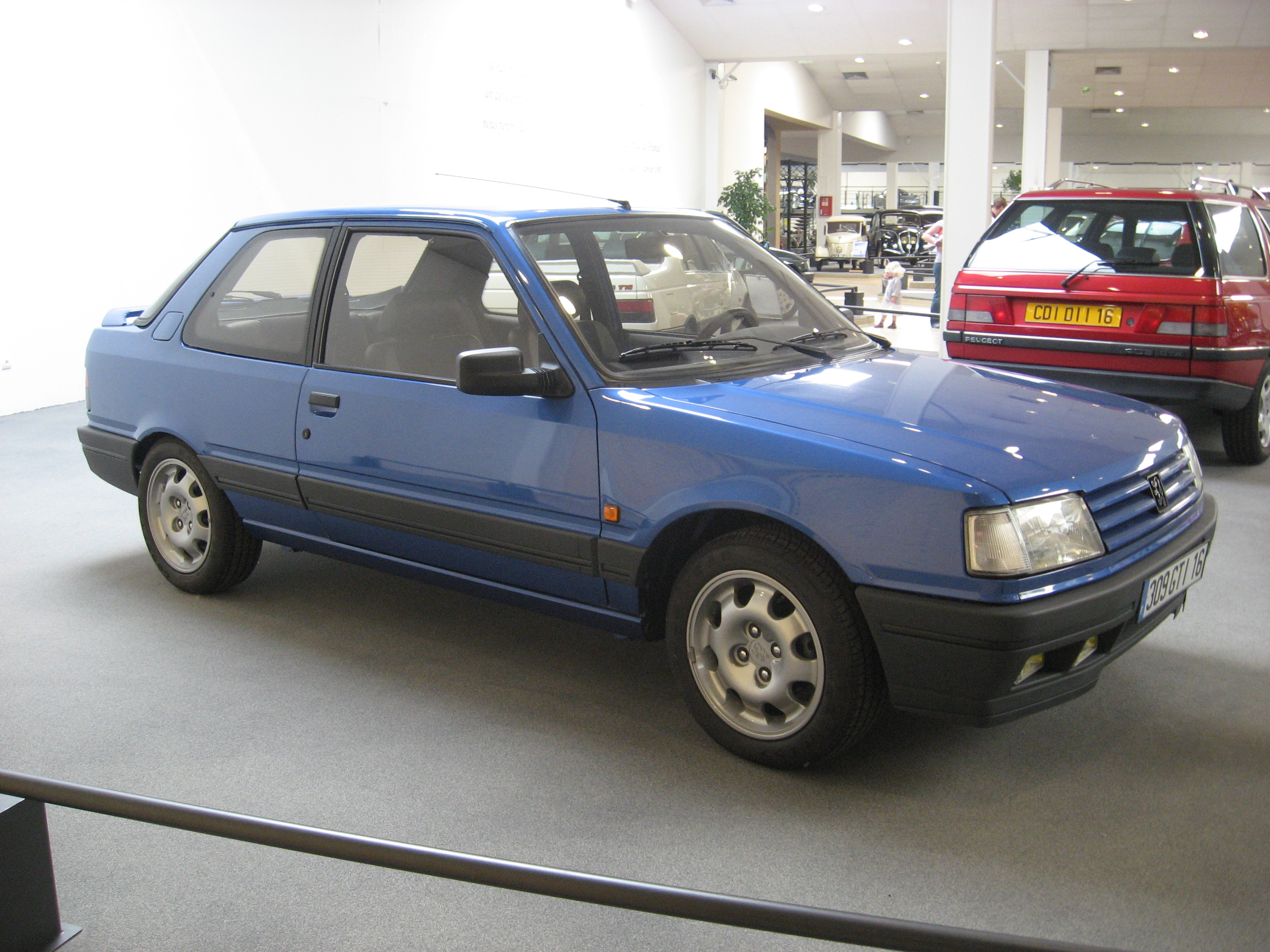
Peugeot 309 GTi (1989–1993)

Insgesamt wurden 1.635.132 Fahrzeuge produziert. Nachfolger war der Peugeot 306. 
Angebot (1989 bis 1993)
| Modell      | Hubraum  | Leistung        | Dreitürer         | Beginn Produktion | Ende Produktion | Fünftürer         | Beginn Produktion | Ende Produktion |
| ----------- | -------- | --------------- | ----------------- | ----------------- | --------------- | ----------------- | ----------------- | --------------- |
| 1.1         | 1124 cm³ | 44 kW (60 PS)   | XE                | Juli 1989         | September 1991  | GE                | Juli 1989         | September 1991  |
| 1.1         | 1124 cm³ | 44 kW (60 PS)   | XA *)             | Juli 1989         | Juni 1993       | –                 | –                 | –               |
| 1.1         | 1124 cm³ | 44 kW (60 PS)   | Graffic           | Oktober 1991      | Juni 1993       | Graffic           | Oktober 1991      | Juni 1993       |
| 1.4         | 1360 cm³ | 49 kW (67 PS)   | XL                | Juli 1989         | September 1991  | GL                | Juli 1989         | September 1991  |
| 1.4         | 1360 cm³ | 49 kW (67 PS)   | XR                | Juli 1989         | September 1991  | GR                | Juli 1989         | September 1991  |
| 1.4         | 1360 cm³ | 49 kW (67 PS)   | XA *)             | Juli 1989         | September 1991  | –                 | –                 | –               |
| 1.4         | 1360 cm³ | 55 kW (75 PS)   | XL                | Juli 1989         | September 1992  | GL                | Juli 1989         | September 1991  |
| 1.4         | 1360 cm³ | 55 kW (75 PS)   | Vital             | Oktober 1992      | Dezember 1993   | Vital             | Oktober 1992      | Dezember 1993   |
| 1.4         | 1360 cm³ | 55 kW (75 PS)   | XR                | Juli 1989         | September 1992  | GR                | Juli 1989         | September 1992  |
| 1.4         | 1360 cm³ | 55 kW (75 PS)   | GRX               | Oktober 1992      | Juni 1993       | GRX               | Oktober 1992      | Juni 1993       |
| 1.4         | 1360 cm³ | 55 kW (75 PS)   | XA *)             | Juli 1989         | September 1991  | –                 | –                 | –               |
| 1.6         | 1580 cm³ | 68 kW (92 PS)   | XR                | Juli 1987         | September 1991  | GR                | Juli 1987         | September 1991  |
| 1.6         | 1580 cm³ | 68 kW (92 PS)   | GRX               | Oktober 1991      | Juni 1993       | GRX               | Oktober 1991      | Juni 1993       |
| 1.6         | 1580 cm³ | 68 kW (92 PS)   | XS                | Juli 1989         | Juni 1993       | SX                | Juli 1989         | Juni 1993       |
| 1.6         | 1580 cm³ | 68 kW (92 PS)   | –                 | –                 | –               | SR                | Juli 1989         | Juni 1993       |
| 1.9         | 1905 cm³ | 72 kW (98 PS)   | automatic         | Januar 1990       | Dezember 1990   | automatic         | Januar 1989       | Dezember 1991   |
| 1.9         | 1905 cm³ | 80 kW (109 PS)  | XS / GT Injection | Juli 1989         | Juni 1993       | SX / GT Injection | Juli 1989         | Juni 1993       |
| 1.9 GTI     | 1905 cm³ | 88 kW (120 PS)  | GTI               | Juli 1989         | Juni 1993       | GTI               | Juli 1989         | Juni 1993       |
| 1.9 GTI     | 1905 cm³ | 96 kW (130 PS)  | GTI               | Juli 1989         | Juni 1993       | GTI               | Juli 1989         | Juni 1993       |
| 1.9 GTI 16V | 1905 cm³ | 108 kW (147 PS) | GTI16             | Oktober 1990      | November 1993   | –                 | –                 | –               |
| 1.9 GTI 16V | 1905 cm³ | 118 kW (160 PS) | GTI16             | Juli 1989         | Juni 1993       | –                 | –                 | –               |
| Diesel      |          |                 |                   |                   |                 |                   |                   |                 |
| 1.9 D       | 1905 cm³ | 47 kW (64 PS)   | XLD               | Juli 1989         | Juni 1993       | GLD               | Juli 1989         | Juni 1993       |
| 1.9 D       | 1905 cm³ | 47 kW (64 PS)   | XRD               | Juli 1989         | Juni 1993       | GRD               | Juli 1989         | Juni 1993       |
| 1.9 D       | 1905 cm³ | 47 kW (64 PS)   | SRD               | Juli 1989         | Juni 1993       | SRD               | Juli 1989         | Juni 1993       |
| 1.9 D       | 1905 cm³ | 47 kW (64 PS)   | XAD *)            | Juli 1989         | Juni 1993       | –                 | –                 | –               |
| 1.8 D Turbo | 1769 cm³ | 57 kW (78 PS)   | –                 | –                 | –               | SRDT *)           | Oktober 1989      | Juni 1993       |

*) nicht in Deutschland angeboten

## Sondermodelle
Für den 309 wurden im Laufe seiner Bauzeit einige Sondermodelle aufgelegt:
Chorus
Der Chorus basierte auf der Basisausstattung und wurde ausschließlich in Weiß mit der Basismotorisierung (1. Serie 1118 cm³ und 40 kW/54 PS; 2. Serie 1124 cm³ mit 44 kW/60 PS) von 1986 bis 1991 angeboten. Sowohl als Drei- und Fünftürer waren lieferbar.
Abweichende Ausstattung:
- spezielle Radkappen
- kein Heckspoiler
- spezielle Polsterung
- mehrfarbiger seitlicher Zierstreifen
- Logo „Chorus“ auf Heckklappe und Armaturenbrett
- Kopfstützen vorne
- unlackierte, schwarze Stoßfänger mit weißem Zierstreifen
- keine seitlichen Schutzleisten
- Kassettenradio mit zwei Lautsprechern
- kein Heckscheibenwischer
- Heckabschlussblende in weiß (nur 1. Serie)
- Heckscheibenheizung

Cristal
Diese Sonderserie wurde ausschließlich in Deutschland im Frühjahr 1989 als Drei- und Fünftürer kurz vor dem im Sommer durchgeführten Facelift angeboten. Alle Fahrzeuge waren in weiß lackiert und wurden mit dem 1360 cm³ 51-kW-Benzinmotor angeboten.
Die Fahrzeuge hatten folgende spezifische Ausstattung
- Radkappen, Kofferraumblende und Stoßfängern in weiß
- zwei von innen verstellbare Außenspiegel
- schwarze seitliche Stoßleisten
- Logo „Cristal“ auf den vorderen Kotflügeln
- roter Streifen in den Stoßfängern
- spezielle Polsterung
- Heckscheibenwischer

Green

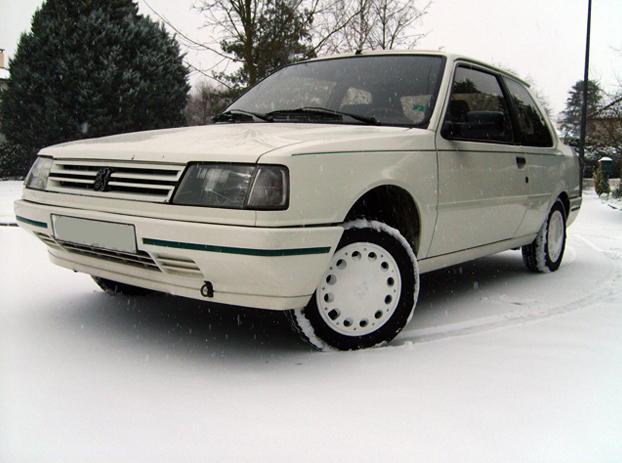
Peugeot 309 „Green“

Das Sondermodell „Green“ wurde zwischen Anfang 1989 und Mitte 1991 ausschließlich in weiß als Drei- und Fünftürer angeboten. Als Motor stand lediglich die 1,3-l-Version mit 49 kW (bzw. ab Sommer 1989 mit 51 kW) zur Verfügung. Das Fahrzeug hat folgende Änderungen gegenüber dem Basis-Ausstattungsniveau
- getöntes Glasschiebedach
- Stoßfänger in weiß mit grünem Zierstreifen
- Logo „Green“ auf der Heckklappe
- spezielle Polsterung
- getönte Scheiben
- keine Intervallschaltung des Scheibenwischers vorn
- keine hinteren Ausstellfenster beim Dreitürer
- Kartenleselampe vorn
- Heckscheibenwischer
- spezielle Radkappen
- keine seitlichen Schutzleisten
- Zentralverriegelung und elektrische Fensterheber vorn
- seitliche Zierstreifen (Rot/Grün)
- Heckblende in weiß (nur Serie 1)
- Analoguhr statt Drehzahlmesser
- keine Mittelkonsole

Best Line

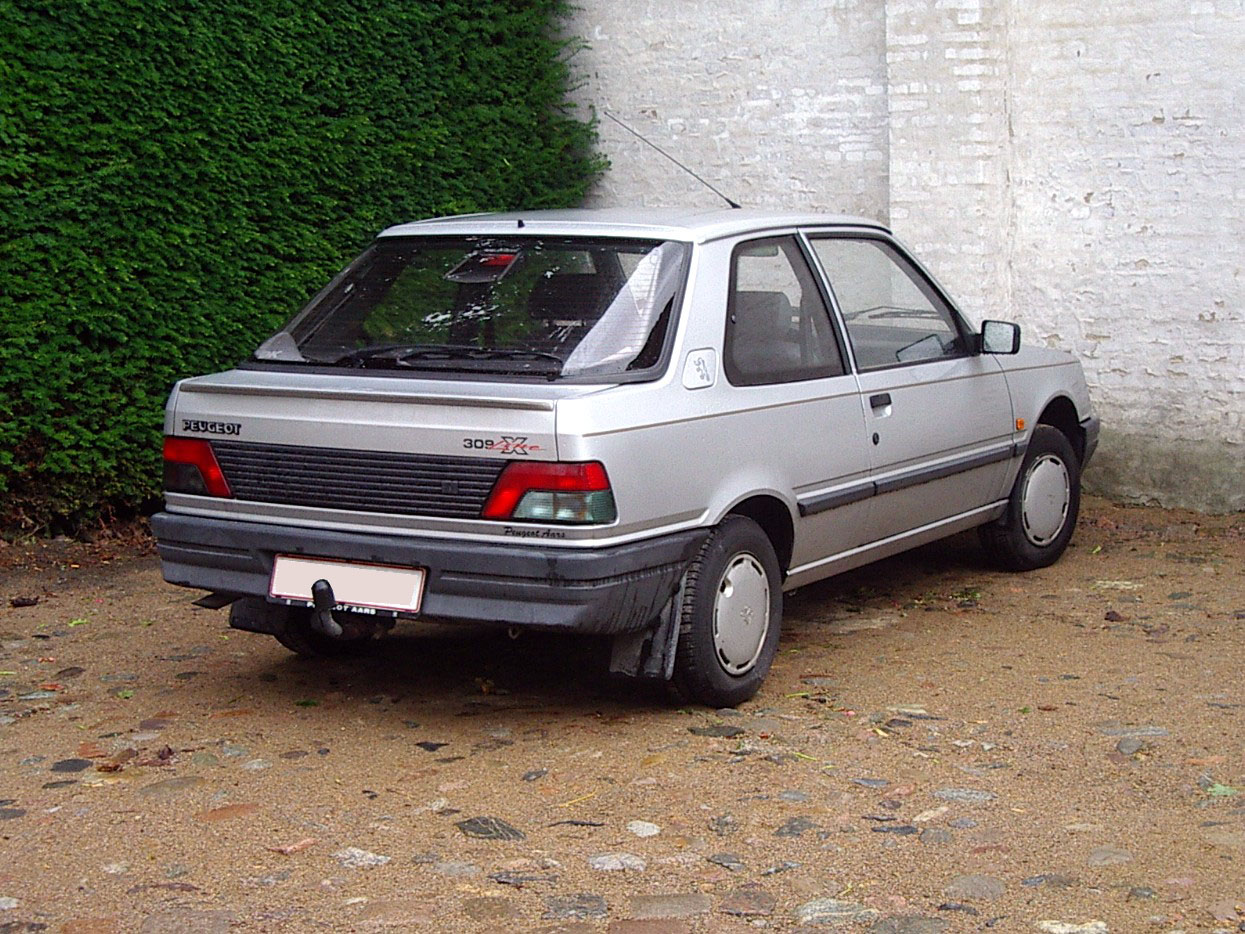
Peugeot 309 „Best Line“

Die Sonderserie „Best Line“ wurde ab Juli 1991 mit folgenden Motorisierungen angeboten: 1124 cm³, 44 kW, Benzin; 1360 cm³, 55 kW, Benzin; 1580 cm³, 68 kW, Benzin; 1905 cm³,49 kW, Diesel und 1769 cm³,57 kW Turbo-Diesel.
Das Fahrzeug hatte folgende Mehrausstattung:
- getönte Scheiben
- Heckwischer
- spezielle Radkappen
- Zentralverriegelung
- seitliche Schutzleisten vom GTI in Wagenfarbe
- spezielle Polsterung
- Logo „Best Line“ auf der Heckklappe und den vorderen Kotflügeln
- Vierspeichenlenkrad von GTI ohne Leder
- schwarze Stoßfänger mit goldfarbenem Streifen
- Kartenleselampe

Océane
Die Sonderserie Océane wurde 1992 angeboten. Fahrzeuge dieser Serie waren ausschließlich Fünftürer in weiß oder blau lackiert mit den Motorisierungen 1124 cm³ Benzin oder 1769 cm³ Diesel.
Die Ausstattung differierte gegenüber dem Serienmodell in folgen Punkten
- spezielle Radkappen
- Logo „Oceane“ auf der Heckklappe und den vorderen Kotflügeln
- Seitenzierstreifen in blau oder weiß
- seitliche Schutzleisten in schwarz
- Stoßfänger in Wagenfarbe
- Kassettenradio
- Heckscheibenwischer
- blauer Teppichboden
- Heckspoiler
- Analoguhr statt Drehzahlmesser

## Namensgebung
Auch heute noch passt die Nummer „309“ nicht so recht in die Reihe der Peugeot-Nomenklatur.
Das Problem kam durch die nachträgliche Eingliederung des Modells in die Produktpalette auf. Zu dieser Zeit war die Bezeichnung 305  sowie die 405 bereits vergeben. Auch 205 konnte man das Modell nicht mehr nennen und man wollte nicht den Namen der folgenden Generationen vorwegnehmen und das Fahrzeug 306 taufen. Schließlich entschied man sich für 309. Für die „9“ am Ende entschied man sich wohl, da man davon ausging, dass das System der Nummerierung bis zu dem Zeitpunkt, dass man bei 9 angekommen war, weiterentwickelt worden war. Inzwischen wird das System so gehandhabt, dass die Nomenklatur bei „8“ endet und bei verschiedenen günstigeren Modellen die „1“ verwendet wird.